# Lefktro
Lefktro (în greacă Λεύκτρο) este un sat și o fostă municipalitate din unitatea regională Messenia, regiunea Peloponez, Grecia. După reforma administrației locale din 2011 face parte din municipalitatea Dytiki Mani, devenind o unitate municipală a acesteia. Unitatea municipală are o suprafață de 222,981 km2. Populația sa este de 4.699 locuitori (2011). Sediul municipalității se afla în orașul Kardamyli. 
Satul Lefktro este situat pe versanții munților Taygetos, deasupra satului mai întins Stoupa, la zece minute de mers pe jos către mare și plaja Stoupa. Cunoscut și sub numele de Choriadaki (micul oraș), el conține câteva turnuri restaurate și câteva case mai noi, toate construite în stil tradițional, din piatră extrasă din carierele locale. . 

## Comunități locale
| Comunitate   | Nume în limba română | Nume în limba greacă | Populație (2011) |
| ------------ | -------------------- | -------------------- | ---------------- |
| 0 1          | Aghios Nikolaos      | Άγιος Νικόλαος       | 331              |
| 0 2          | Aghios Nikon         | Άγιος Νίκων          | 79               |
| 0 3          | Exohori              | Εξωχώρι              | 359              |
| 0 4          | Thalames             | Θαλάμες              | 77               |
| 0 5          | Kardamyli            | Καρδαμύλη            | 417              |
| 0 6          | Karyovouni           | Καρυοβούνι           | 42               |
| 0 7          | Kastania             | Καστανέα             | 102              |
| 0 8          | Lagkada              | Λαγκάδα              | 111              |
| 0 9          | Milea                | Μηλέα                | 153              |
| 10           | Neohori              | Νεοχώρι              | 1.399            |
| 11           | Nomitsi              | Νομίτσι              | 105              |
| 12           | Platsa               | Πλάτσα               | 346              |
| 13           | Proastio             | Προάστιο             | 364              |
| 14           | Prosilio             | Προσήλιο             | 171              |
| 15           | Pyrgos               | Πύργος               | 95               |
| 16           | Rigklia              | Ρίγκλια              | 214              |
| 17           | Saidona              | Σαϊδόνα              | 47               |
| 18           | Trahila              | Τραχήλα              | 174              |
| 19           | Tseria               | Τσέρια               | 192              |
| Total (2011) |                      |                      | 4.699            |